# Kispest
Kispest ("Pequeño Pest") es el 19.º (XIX) distrito de Budapest, Hungría. Se encuentra al sursureste de la ciudad histórica de Pest. Fue fundada en 1871 en una tierra rural como un pequeño pueblo al lado de los límites de la ciudad de Budapest, por lo que fue nombrada Kispest.

## Historia
De 1880 a 1990 la población se incrementó en Kispest de 1 820 a 72 838 habitantes. Kispest pasó a formar parte del Gran Budapest en 1950. El enorme panelház Kispesti lakótelep (microdistrito de Kispest) fue construido en la década de 1980 (12.100 pisos y 33.000 habitantes, por lo que es la sexta mayor urbanización/microraion en Budapest). El distrito cuenta con las estaciones Kőbánya-Kispest y Határ út de la línea 3 del Metro de Budapest, por lo que la conexión con el centro es rápida. La estación Határ út de Kispest es la tercera más activa de la ciudad (después de Deák Ferenc tér y Örs vezér tere) con un volumen estimado de 40.000 pasajeros en un día laborable.
Ferenc Puskás jugó al fútbol para el Kispest FC, entonces llamado Kispest Honvéd FC, en la década de 1950.
Cuando los tanques y las tropas soviéticas volvieron a entrar en Budapest para someter la insurrección civil en octubre/noviembre de 1956, se acercaron al centro de la ciudad desde el sureste, hasta la Avenida Üllői y algunos de los primeros enfrentamientos callejeros tuvieron lugar en Kispest.
Kispest está adornada por una elegante zona residencial llamada Wekerle (llamada así por el primer ministro húngaro en el momento del desarrollo en la década de 1920, Sándor Wekerle). Esta kilométrica plaza de tranquilas calles entrecruzadas tiene mucho verdor, es pieza central es el parque ajardinado de la plaza Kos Károly con sus dos pasarelas características arquitectónicas (diseñado por Kós Károly y basado en estilos de construcción de Transilvania). En la esquina sur de la plaza está la casa "Barátok Közt", un edificio bien conocido por los aficionados a la telenovela más famosa de Hungría.
En mayo de cada año se lleva a cabo un evento llamado Wekerle Napok. Se trata de una serie de eventos de diversión y ciclismo para todas las edades, conciertos, atracciones de feria, películas y otros eventos orientados a la cultura y la familia.
Una de las iglesias más importantes de Kispest es la Iglesia Católica de Nuestra Señora de la Asunción, ubicada en plaza de la ciudad Kispest.

## Imágenes

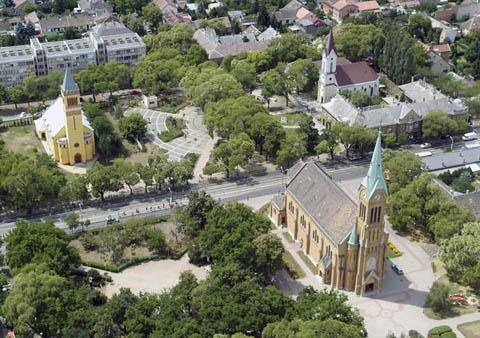
Iglesias en Kispest
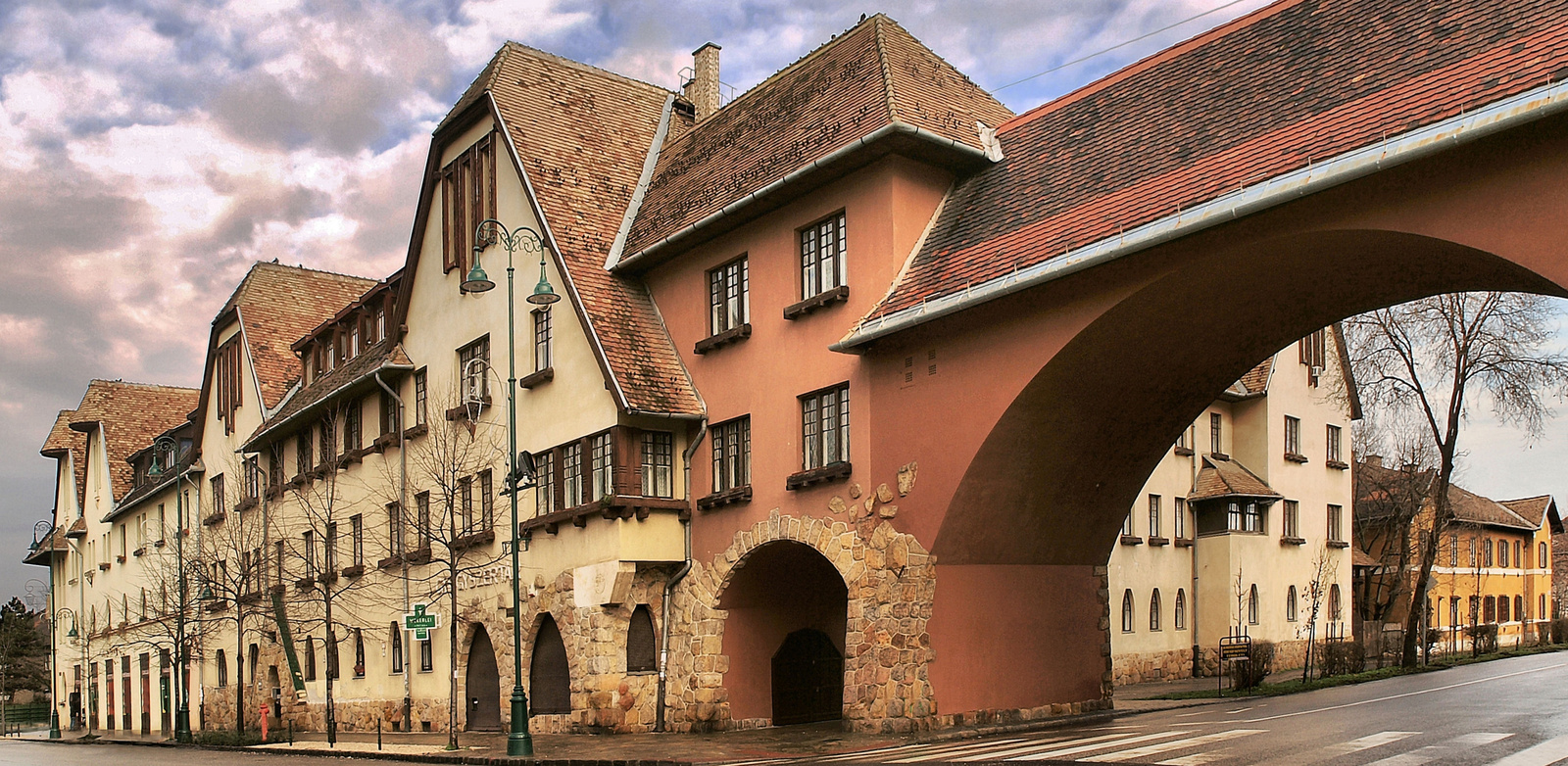
Edificios en la plaza Kos Károly.
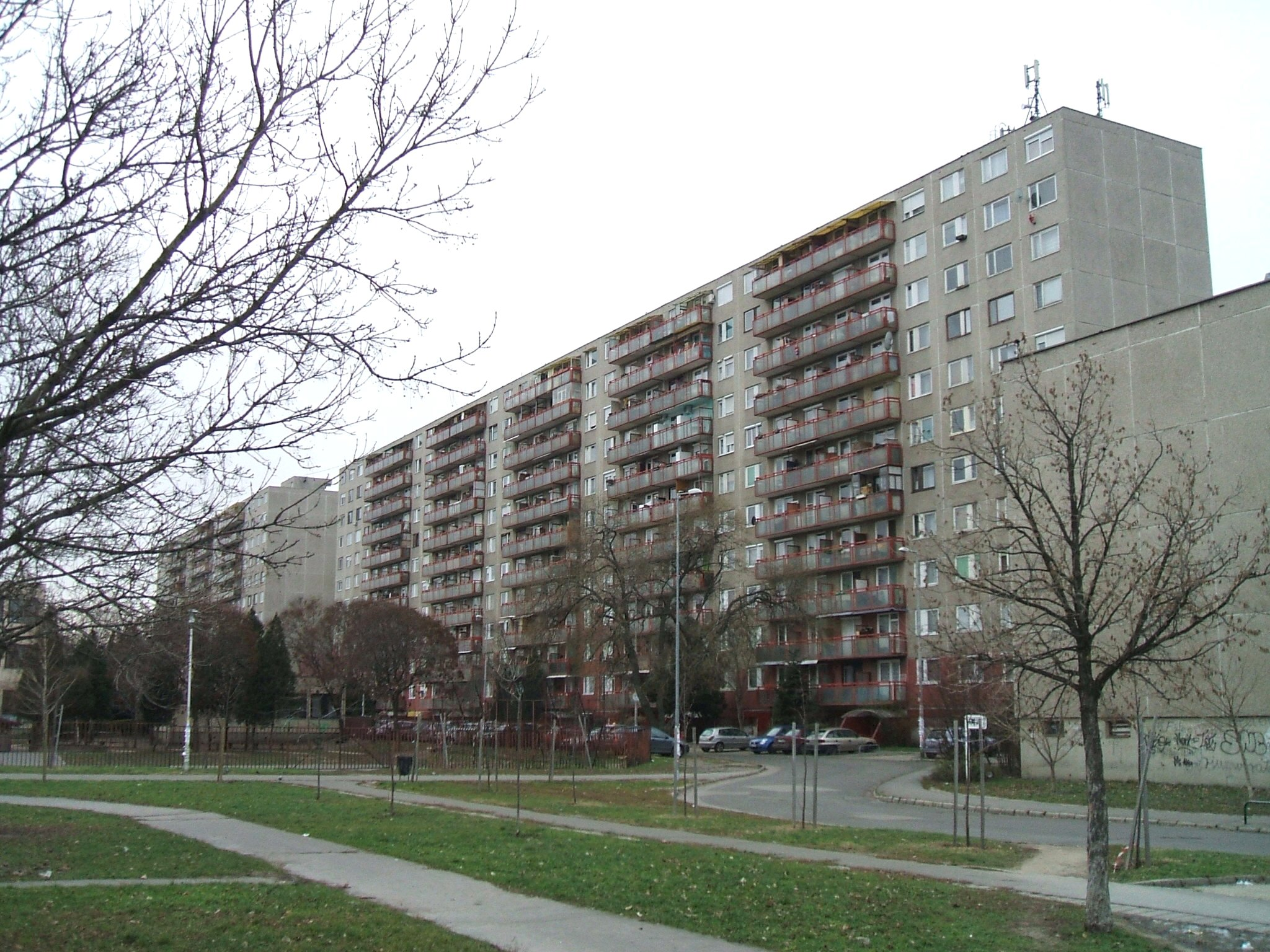
Bloque de edificios junto al metro Kőbánya-Kispest.